# Katsukawa Shunzan
Katsukawa Shunzan (actif entre 1782 et 1798) est un artiste-peintre ukiyo-e.
Tout comme Shunchō ou Shun'ei, Katsukawa Shunzan appartient donc à l'école Katsukawa, et s'inscrit donc dans la lignée de Katsukawa Shunshō.
Cependant, comme Shunchō, son style plein de charme évoque beaucoup plus celui de Kiyonaga (de l'école Torii) — dont il fait son maître spirituel — que celui du maître qui l'a formé, Shunshō. 